# Бек-Фриис, Регина
Регина Бек-Фриис (швед. Regina Beck-Friis, полное имя Elisabet Regina Beck-Friis, урождённая Nordenfelt; 1940—2009) — шведская артистка балета, хореограф и педагог.

## Биография
Родилась 18 января 1940 года в Стокгольме в семье врача Пера Норденфельта и его жены — учителя музыки Биргитты Норденфельт, где росло четыре дочери.
Жизнь Регины в семейном доме была отмечена большим интересом к музыке, так как её мать руководила собственной музыкальной школой Birgitta Nordenfelts musikskola, в которой преподавание было основано на старинной музыке. Одновременно девочка посещала с 1949 по 1957 год балетную школу Kungliga Svenska Balettskolan.
С 1957 по 1982 год Регина Бек-Фриис работала артисткой балета в Королевской опере в Стокгольме. Также она давала уроки танцев и работала хореографом в дополнение к своей профессии танцовщицы. Интерес к старинным танцевальным стилям появился на раннем этапе её карьеры и привёл к тому, что в 1962 году она начала изучать древние танцевальные техники вместе с хореографом Мэри Скипинг, в то время руководившей Шведским королевским балетом. В 1963 году Регина вышла замуж за врача Йохана Бек-Фрииса; у них родились две дочери (в 1965 и 1970 годах).
В 1964 году Бек-Фриис начала преподавать танцы в стокгольмском институте Koregrafiska institutet. Исследуя старые танцевальные техники, она сосредоточила внимание на репертуаре Дроттнингхольмского придворного театра, который дополнила несколькими хореографическими произведениями. Она также работала хореографом в театре Confidencen и Kungliga Operan. Её реконструированные балеты эпох барокко и рококо привлекли много внимания и собрали публику со всего танцевального мира. C 1971 по 1987 год продолжала преподавать исторические танцы в Danshögskolan (ныне школа Dans- och cirkushögskolan), а также в Operahögskolan i Stockholm. В 1987 году она начала преподавать историю танца в гимназии Svenska Balettskolans.
Исследования Регины Бек-Фриис в области истории танца привели к созданию трехтомного труда на эту тему под названием «Dansnöjen genom tiden», написанного совместно с библиотекарем Магнусом Бломквистом и её матерью Биргиттой Норденфельт. В первом томе этой работы (вышел в 1980 году) описываются различные танцы примерно с 1450 по 1600 год. После сорокалетнего периода непрерывной работы Бек-Фриис начала страдать от рассеянного склероза. Но несмотря на тяжелую болезнь, она продолжала заниматься исследованиями, писать и ставить хореографию. Второй и третий том были опубликованы в 1998 году. В третьем томе Биргитту Норденфельт сменил сценограф Дэвид Уокер (David Walker). Этот капитальный труд по истории танца стал фундаментальным источником в области исторического танца.
Некоторые хореографические работы Регины Бек-Фриис:
- 1966 год — L’honesta negli amore (Дроттнингхольмский театр)
- 1971 год — Orefeus och Eurydike (Дроттнингхольмский театр)
- 1974 год — Folk och rövare i Kamomilla stad (Городской театр Уппсалы[швед.])
- 1979 год — Folkungasagan (Городской театр Уппсалы)
- 1986 год — Slavarnas ö (Королевский драматический театр)
- 1986 год — Christina (Королевская опера в Стокгольме)
- 1992 год — Elvira Magdigan (Kungliga Svenska Balettskolan[швед.])
- 1999 год — Figaros bröllop (Королевская опера в Стокгольме)

В 2001 году Регина Бек-Фриис стала почетным членом Society of Dance History Scholars Американского общества исследователей танца.
Умерла 23 августа 2009 года в Стокгольме и похоронена на кладбище Lovö kyrkogård. После её смерти был создан Мемориальный фонд Регины Бек-Фриис, первые стипендии которого были присуждены в 2014 году.